# Nad Marastkem
Nad Marastkem är ett berg i Tjeckien.  Det ligger i regionen Plzeň, i den centrala delen av landet, 70 km sydväst om huvudstaden Prag. Toppen på Nad Marastkem är 805 meter över havet, eller 140 meter över den omgivande terrängen. Bredden vid basen är 3,1 km.
Terrängen runt Nad Marastkem är huvudsakligen kuperad, men åt nordväst är den platt. Runt Nad Marastkem är det ganska glesbefolkat, med 34 invånare per kvadratkilometer. Närmaste större samhälle är Rokycany, 19,1 km nordväst om Nad Marastkem. I omgivningarna runt Nad Marastkem växer i huvudsak barrskog.